# Ivo Lipanović (dirigent)
Ivo Lipanović (Dubrovnik), hrvatski dirigent.

## Životopis
Rođen je u Dubrovniku, a podrijetlom je iz Lumbarde na otoku Korčuli. U Zagrebu je studirao dirigiranje na Muzičkoj akademiji. Godine 1986. pobijedio je na natjecanju mladih dirigenata u Zagrebu, nakon čega je na poziv maestra Vjekoslava Šuteja, angažiran kao zborovođa i dirigent u Hrvatskom narodnom kazalištu u Splitu. U dva je navrata bio ravnateljem Opere splitskog HNK. Debitirao je kao operni dirigent izvedbom Verdijeve La Traviate (1987.). Na Splitskom ljetu debitirao je 1989. godine dirigirajući Orffovu kantatu Carmina burana. Inozemnu karijeru započeo je 1995. godine. Od 2001. do 2003. u Turskoj je bio generalnim umjetničkim ravnateljem Državne opere u Ankari i umjetničkim direktorom festivala u Aspendosu. Od 2007. godine djeluje kao samostalni umjetnik stalno nastanjen u Zagrebu. Nagrađen je najuglednijim hrvatskim kazališnim priznanjem, Nagradom hrvatskog glumišta. Maestro Lipanović dobio ju je u kategoriji najboljeg opernog dirigentskog ili redateljskog ostvarenja za dirigiranje operom Nabucco na 64. Splitskom ljetu.
Bio je direktor Splitske opere i umjetnički ravnatelj glazbenog programa Splitskog ljeta. Ravnao je nizom koncerata i baleta, oratorija i opera. Dirigirao je u svim nacionalnim hrvatskih kazališnim kućama, Simfonijskim orkestrom HRT-a, Zagrebačkom filharmonijom, Dubrovačkim simfonijskim orkestrom i Varaždinskim komornim orkestrom, te Makedonskom filharmonijom, orkestrima Nordwestdeutschen Philharmonie, MDR Sinfonie Orchester Leipzig, Slovenskom filharmonijom i Simfonijskim orkestrom Slovenske radio televizije, Simfonijskim akademskim orkestrom iz Seoula, Simfonijskim orkestrom Beneventa, Orkestrom opere iz Cagliarija, Orkestrom Arena di Verona, Orkestrom Deutsche Oper iz Berlina, Filharmonijskim orkestrom Nice i dr. Uz maestra Šuteja višegodišnji je dirigent humanitarnog spektakla Opera pod zvijezdama na zagrebačkoj Šalati.
Uz rad u Turskoj, gdje je postavio niz produkcija, inozemnu karijeru ostvario je i drugdje, još dok je bio u Splitu. Prva inozemna akcija bila je u Seulu u Južnoj Koreji. U Italiji je u Spoletu uz dirigiranje, dugo je bio docentom za mlade pjevače i orkestralne glazbenike. Radio u mnogim kazališnim ustanovama u Italiji. Dirigirao je na Sardiniji (Teatru Lirico u Cagliariju), na Siciliji u Teatru Vittorio Emanuele u Messini, u Trapaniju na festivalu "Luglio Musicale Trapanese", u Teatru Greco u Cataniji (Bellini: Norma, 2016.), Teatru Filarmonico u Veroni, s ansamblom Arena di Verona, u Teatru Verdi u Pisi postavio je premijeru Verdijeve opere Simon Boccanegra koja je gostovala u Teatru del Giglio (Lucca), Teatru Goldoni (Livorno) i Teatru Sociale (Rovigo). U Njemačkoj je dirigirao u Deutsche Operi u Berlinu. U Francuskoj je bio u Operi de Nica, održao turneju po Francuskoj i u Švicarskoj. U Kanadi je nastupao s National Arts Center Orchestra u Ottawi. Postavio je opere u Narodnom kazalištu u Sarajevu, zatim u Makedonskoj Operi u Skopju. Svjetske operne zvijezde s kojima je surađivao su Barbara Hendricks,  José Carreras, Matti Salminen, Barbara Hendricks, Svetla Vassileva, Paolo Coni, Paoletta Marrocu, Fiorenza Cedolins, Inva Mula, Denyce Graves, Vladimir Černov i dr. Izdirigirao je opere, oratorij i velik broj simfonijskih djela.

## Diskografija
Diskografski opus:
- Oratorij De civitate libertatis veritas (Istina o gradu slobode), stihovi msgr. Želimir Puljić, Luko Paljetak, glazba Đelo Jusić
- Ciklus madrigala za djevojački zbor i instrumentalni ansambl Spiriti eccellenti, glazba: Petar Bergamo, 1998.
- Il bel sogno, operne arije koje je otpjevala sopranistica Inva Mula uz Zagrebačku filharmoniju (2009.).

## Vanjske poveznice
- Teatar.hr
- Discogs